# Aloe wildii
Aloe wildii là một loài thực vật có hoa trong họ Măng tây. Loài này được (Reynolds) Reynolds mô tả khoa học đầu tiên năm 1964.

## Hình ảnh

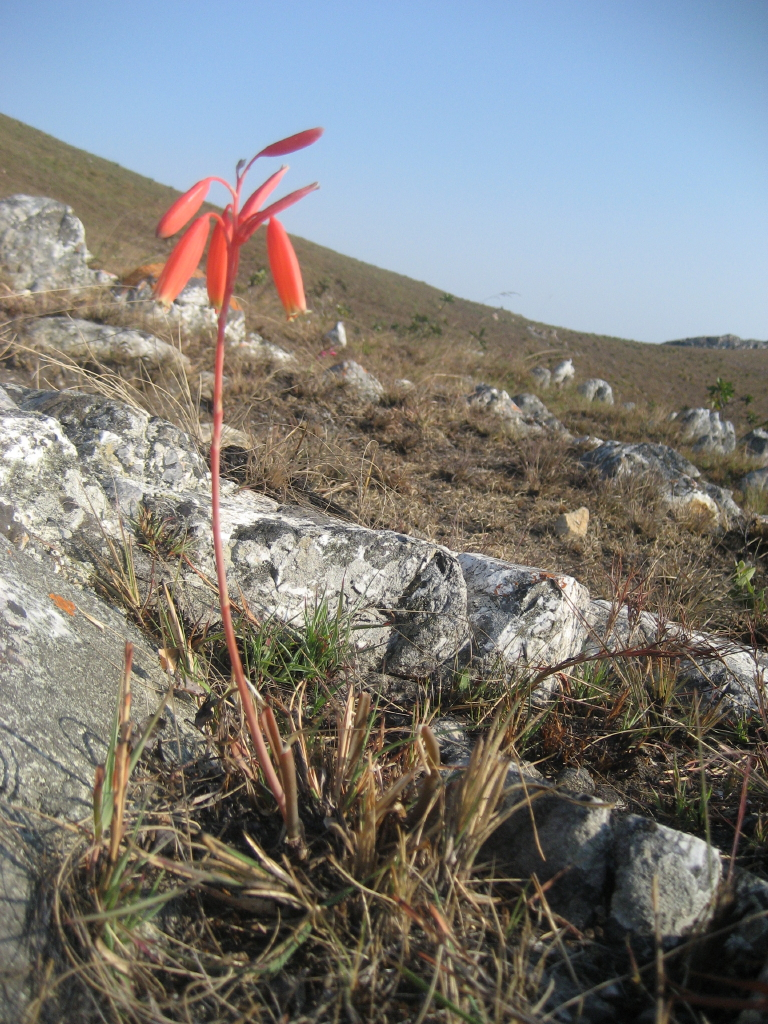
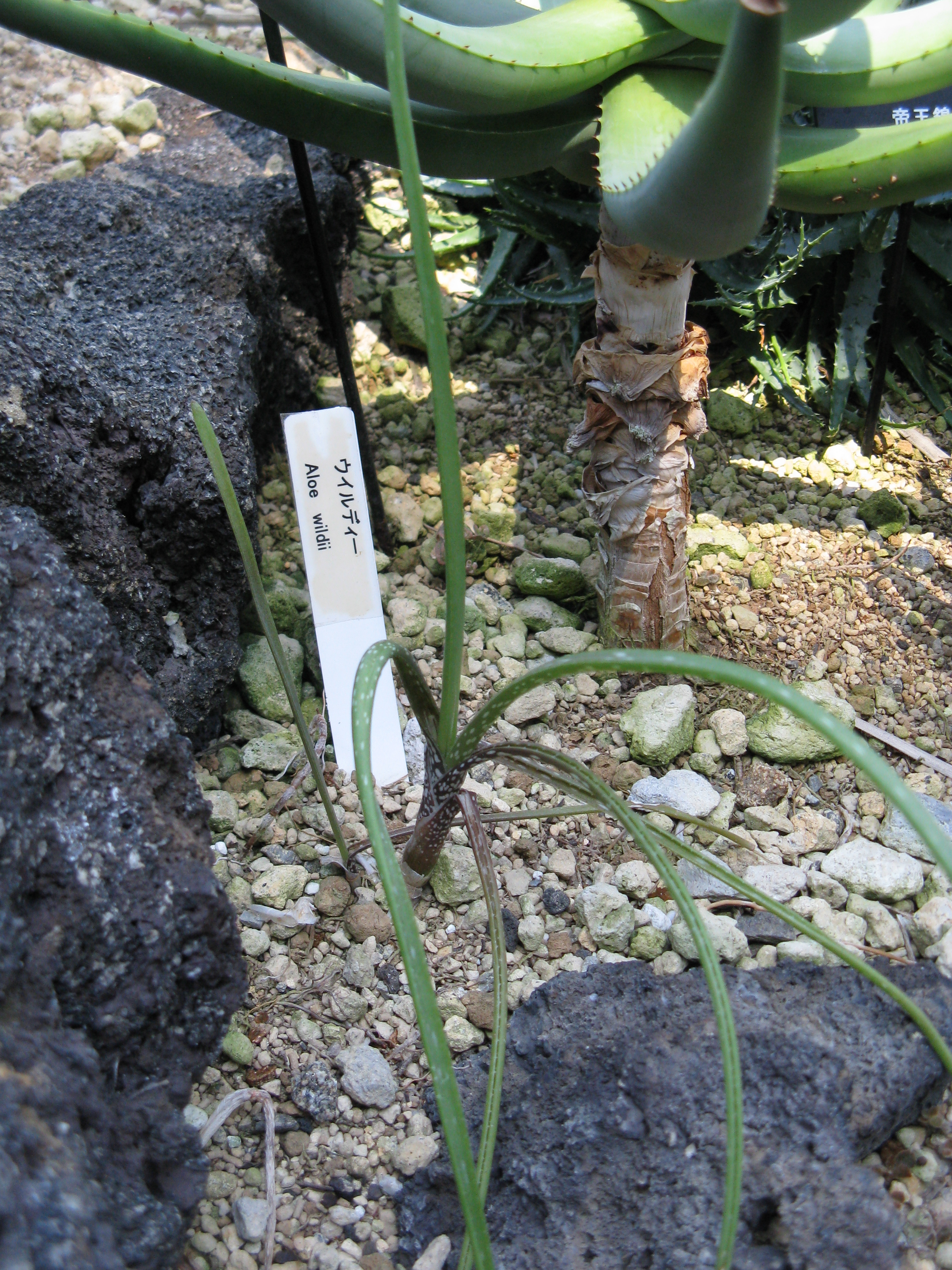
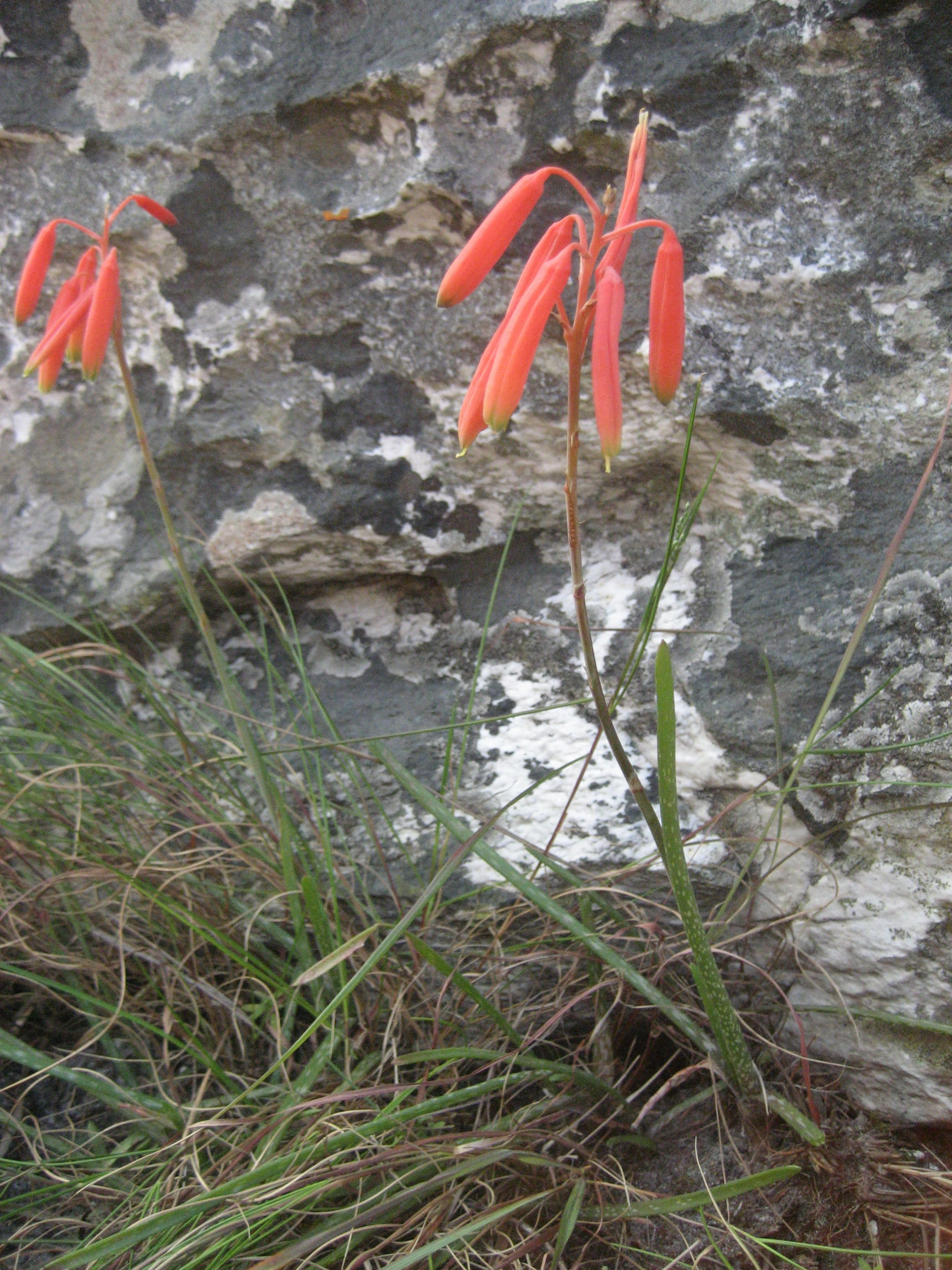
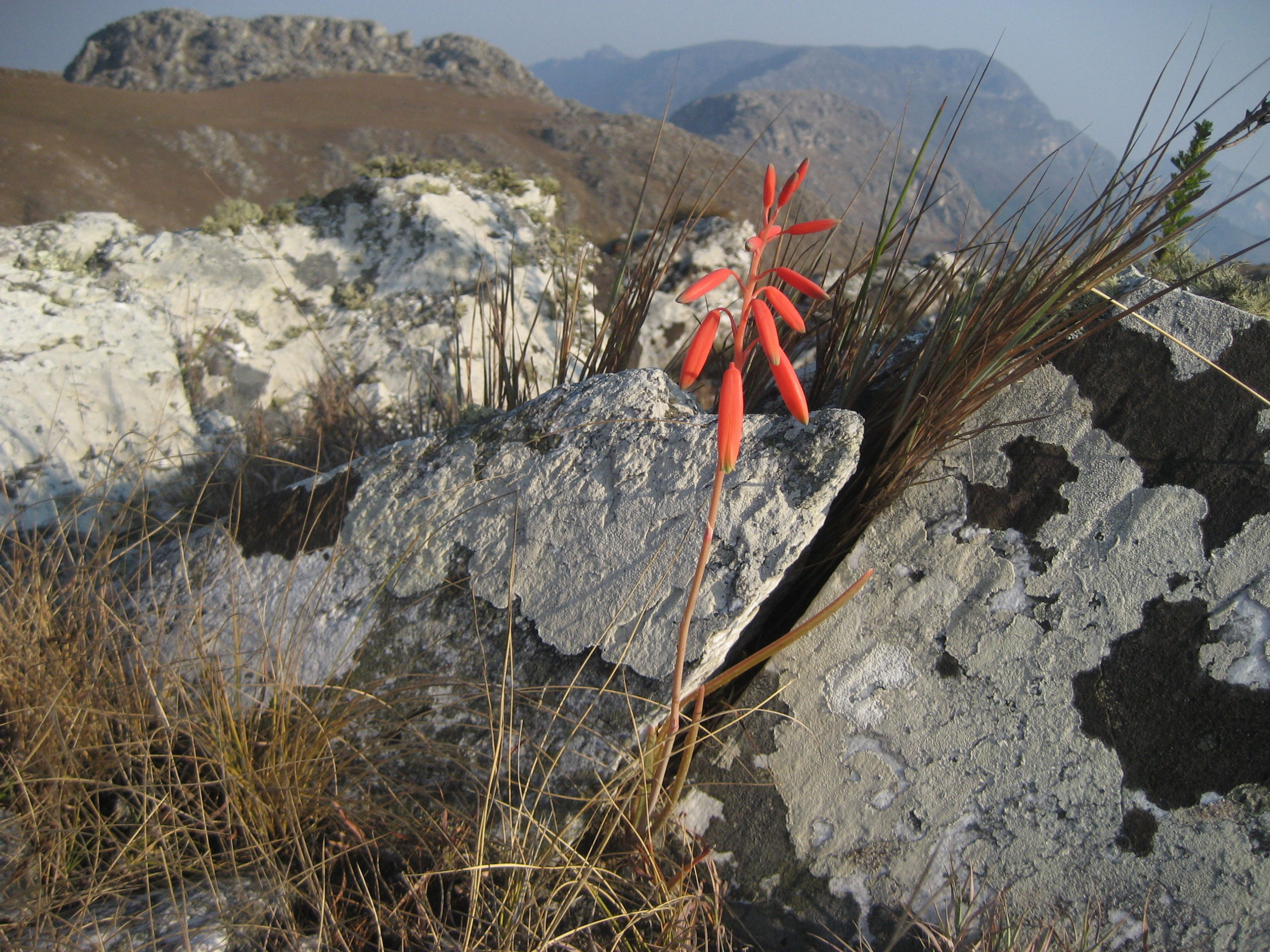